# Libxml
libxml (właściwie libxml2) – biblioteka programistyczna służąca do obsługi dokumentów zgodnych ze standardem XML. Biblioteka dostarcza API do analizy składniowej (ang. parsing) dokumentów XML w języku C. Pierwotnie stworzona dla środowiska GNOME, później portowana także na inne środowiska i języki programistyczne. Biblioteka uchodzi za bardzo przenośną (sama używa jedynie funkcji ze standardowej biblioteki języka C), więc można ją spotkać jako część oprogramowania w różnych systemach operacyjnych.